# Brasiliens Grand Prix 2013
Brasiliens Grand Prix 2013, officiellt Formula 1 Grande Prêmio Petrobras do Brasil 2013, var en Formel 1-tävling som hölls den 24 november 2013 på Autódromo José Carlos Pace i São Paulo, Brasilien. Det var den nittonde tävlingen av Formel 1-säsongen 2013 och kördes över 71 varv. Vinnare av loppet blev Sebastian Vettel för Red Bull, tvåa blev Mark Webber, även han för Red Bull, och trea blev Fernando Alonso för Ferrari.

## Kvalet
| KR. | Nr | Förare              | Konstruktör          | Q1       | Q2       | Q3       | Grid |
| --- | -- | ------------------- | -------------------- | -------- | -------- | -------- | ---- |
| 1   | 1  | Sebastian Vettel    | Red Bull-Renault     | 1.25,381 | 1.26,420 | 1.26,479 | 1    |
| 2   | 9  | Nico Rosberg        | Mercedes             | 1.25,556 | 1.26,626 | 1.27,102 | 2    |
| 3   | 3  | Fernando Alonso     | Ferrari              | 1.26,656 | 1.26,590 | 1.27,539 | 3    |
| 4   | 2  | Mark Webber         | Red Bull-Renault     | 1.26,689 | 1.26,963 | 1.27,572 | 4    |
| 5   | 10 | Lewis Hamilton      | Mercedes             | 1.25,342 | 1.26,698 | 1.27,677 | 5    |
| 6   | 8  | Romain Grosjean     | Lotus-Renault        | 1.26,453 | 1.26,161 | 1.27,737 | 6    |
| 7   | 19 | Daniel Ricciardo    | Toro Rosso-Ferrari   | 1.27,209 | 1.27,078 | 1,28,052 | 7    |
| 8   | 18 | Jean-Éric Vergne    | Toro Rosso-Ferrari   | 1.27,124 | 1.27,363 | 1.28,081 | 8    |
| 9   | 4  | Felipe Massa        | Ferrari              | 1.26,817 | 1.27,049 | 1.28,109 | 9    |
| 10  | 11 | Nico Hülkenberg     | Sauber-Ferrari       | 1.26,071 | 1.27,441 | 1.29,582 | 10   |
| 11  | 7  | Heikki Kovalainen   | Lotus-Renault        | 1.26,266 | 1.27,456 |          | 11   |
| 12  | 14 | Paul di Resta       | Force India-Mercedes | 1.26,275 | 1.27,798 |          | 12   |
| 13  | 17 | Valtteri Bottas     | Williams-Renault     | 1.26,790 | 1.27,954 |          | 13   |
| 14  | 6  | Sergio Pérez        | McLaren-Mercedes     | 1.26,741 | 1.28,269 |          | 191  |
| 15  | 5  | Jenson Button       | McLaren-Mercedes     | 1.26,398 | 1.28,308 |          | 14   |
| 16  | 15 | Adrian Sutil        | Force India-Mercedes | 1.26,874 | 1.28,586 |          | 15   |
| 17  | 16 | Pastor Maldonado    | Williams-Renault     | 1.27,367 |          |          | 16   |
| 18  | 12 | Esteban Gutiérrez   | Sauber-Ferrari       | 1.27,455 |          |          | 17   |
| 19  | 20 | Charles Pic         | Caterham-Renault     | 1.27,843 |          |          | 18   |
| 20  | 21 | Giedo van der Garde | Caterham-Renault     | 1.28,320 |          |          | 20   |
| 21  | 22 | Jules Bianchi       | Marussia-Cosworth    | 1.28,366 |          |          | 21   |
| 22  | 23 | Max Chilton         | Marussia-Cosworth    | 1.28,950 |          |          | 22   |

| Vidare från första kvalrundan ▬▬ Vidare från andra kvalrundan ▬▬ |

Noteringar:
^1  – Sergio Pérez fick fem platsers nedflyttning för ett otillåtet växellådsbyte.

## Loppet

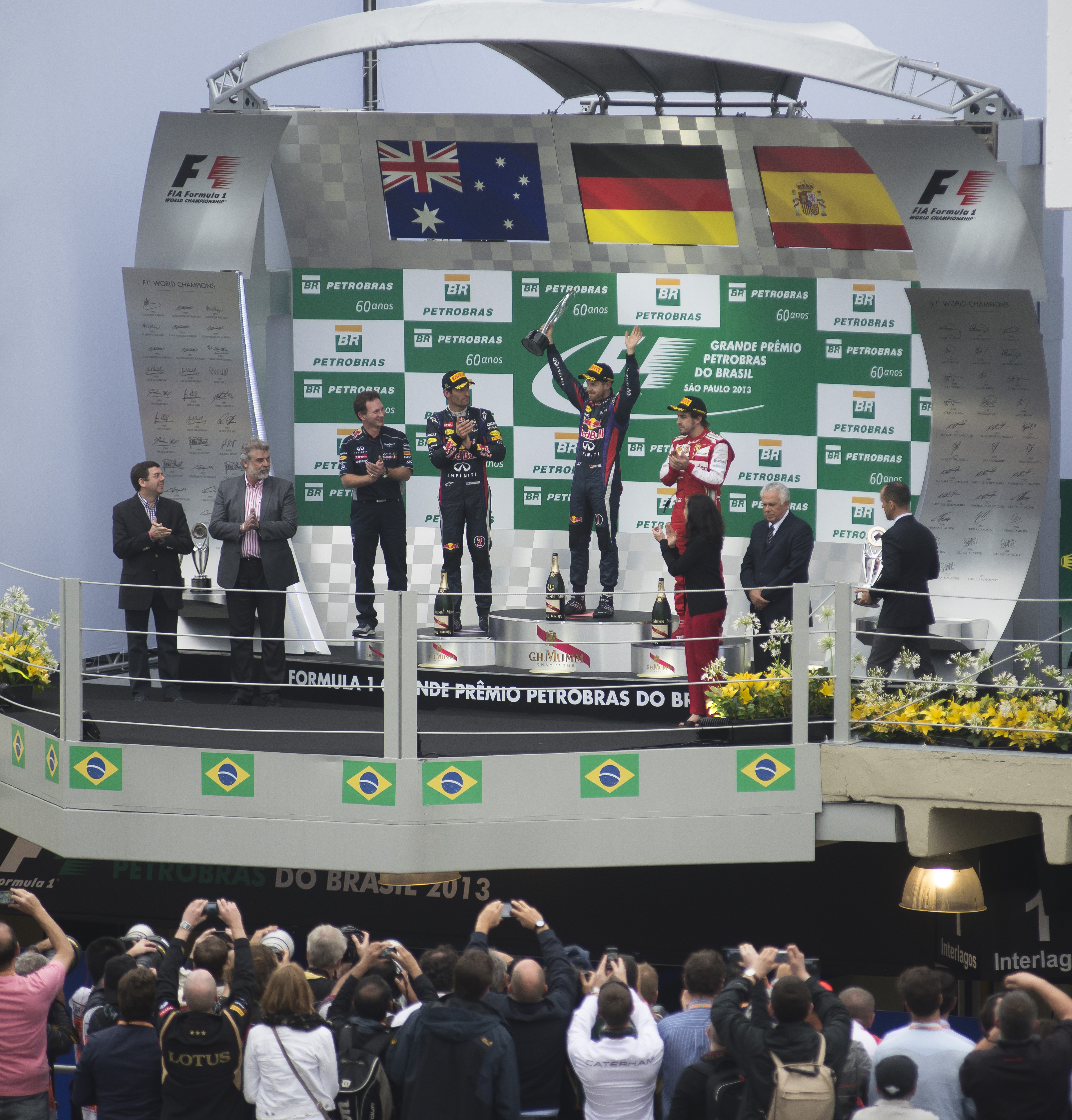
Prisutdelningen på podiet.

| Pos. | Nr | Förare              | Konstruktör          | Varv | Tid         | Grid | P  |
| ---- | -- | ------------------- | -------------------- | ---- | ----------- | ---- | -- |
| 1    | 1  | Sebastian Vettel    | Red Bull-Renault     | 71   | 1:32.36,300 | 1    | 25 |
| 2    | 2  | Mark Webber         | Red Bull-Renault     | 71   | +10,452     | 4    | 18 |
| 3    | 3  | Fernando Alonso     | Ferrari              | 71   | +18,913     | 3    | 15 |
| 4    | 5  | Jenson Button       | McLaren-Mercedes     | 71   | +37,360     | 14   | 12 |
| 5    | 9  | Nico Rosberg        | Mercedes             | 71   | +39,048     | 2    | 10 |
| 6    | 6  | Sergio Pérez        | McLaren-Mercedes     | 71   | +44,051     | 19   | 8  |
| 7    | 4  | Felipe Massa        | Ferrari              | 71   | +49,110     | 9    | 6  |
| 8    | 11 | Nico Hülkenberg     | Sauber-Ferrari       | 71   | +1.04,252   | 10   | 4  |
| 9    | 10 | Lewis Hamilton      | Mercedes             | 71   | +1.12,903   | 5    | 2  |
| 10   | 19 | Daniel Ricciardo    | Toro Rosso-Ferrari   | 70   | +1 varv     | 7    | 1  |
| 11   | 14 | Paul di Resta       | Force India-Mercedes | 70   | +1 varv     | 12   |    |
| 12   | 12 | Esteban Gutiérrez   | Sauber-Ferrari       | 70   | +1 varv     | 17   |    |
| 13   | 15 | Adrian Sutil        | Force India-Mercedes | 70   | +1 varv     | 15   |    |
| 14   | 7  | Heikki Kovalainen   | Lotus-Renault        | 70   | +1 varv     | 11   |    |
| 15   | 18 | Jean-Éric Vergne    | Toro Rosso-Ferrari   | 70   | +1 varv     | 8    |    |
| 16   | 16 | Pastor Maldonado    | Williams-Renault     | 70   | +1 varv     | 16   |    |
| 17   | 22 | Jules Bianchi       | Marussia-Cosworth    | 69   | +2 varv     | 21   |    |
| 18   | 21 | Giedo van der Garde | Caterham-Renault     | 69   | +2 varv     | 20   |    |
| 19   | 23 | Max Chilton         | Marussia-Cosworth    | 69   | +2 varv     | 22   |    |
| Ret  | 20 | Charles Pic         | Caterham-Renault     | 58   | Upphängning | 18   |    |
| Ret  | 17 | Valtteri Bottas     | Williams-Renault     | 45   | Kollision   | 13   |    |
| Ret  | 8  | Romain Grosjean     | Lotus-Renault        | 2    | Motor       | 6    |    |

| Förare och stall som tog poäng ▬▬ |

## Ställning efter loppet
|     | Pos. | Förare           | Poäng |
| --- | ---- | ---------------- | ----- |
| ▬   | 1    | Sebastian Vettel | 397   |
| ▬   | 2    | Fernando Alonso  | 242   |
| ▲ 2 | 3    | Mark Webber      | 199   |
| ▼ 1 | 4    | Lewis Hamilton   | 189   |
| ▼ 1 | 5    | Kimi Räikkönen   | 183   |

|   | Pos. | Konstruktör      | Poäng |
| - | ---- | ---------------- | ----- |
| ▬ | 1    | Red Bull-Renault | 596   |
| ▬ | 2    | Mercedes         | 360   |
| ▬ | 3    | Ferrari          | 354   |
| ▬ | 4    | Lotus-Renault    | 315   |
| ▬ | 5    | McLaren-Mercedes | 122   |

Noteringar:
- För mer information om säsongen och fullständiga sluttabeller, se artikeln Formel 1-VM 2013.